# Odontorrhynchus
Odontorrhynchus é um género botânico pertencente à família das orquídeas (Orchidaceae).

## Espécies
1. Odontorrhynchus alticola Garay, Bot. Mus. Leafl. 28: 286 (1980 publ. 1982).
2. Odontorrhynchus castillonii (Hauman) M.N.Correa, Darwiniana 10: 158 (1953).
3. Odontorrhynchus domeykoanus Szlach., Fragm. Florist. Geobot. 41: 853 (1996).
4. Odontorrhynchus erosus Szlach., Fragm. Florist. Geobot. 41: 853 (1996).
5. Odontorrhynchus monstrosus Szlach., Bull. Nat. Hist. Mus. (London), Bot. 25: 123 (1995).
6. Odontorrhynchus variabilis Garay, Bot. Mus. Leafl. 28: 287 (1980 publ. 1982).